# Abraham Ben David
Abraham ben David (Narbona, 1125 circa – Vauvert, 27 novembre 1198) è stato un filosofo e rabbino francese.

## Biografia
Conosciuto anche come RABaD (abbreviazione di Rabbino Abraham ben David) o RABaD III, grande commentatore del Talmud, è considerato il primo filosofo aristotelico ebreo, ma fu semplicemente un seguace di Avicenna. Egli parte dal presupposto che la Torah sia la massima autorità nel dominio della religione e che Aristotele fosse la massima autorità nel campo della filosofia. Nella sua opera "la fede elevata" affermò che tra filosofia e religione non c'è conflitto in quanto entrambe, anche se in modo diverso, insegnano le stesse verità.